# Wright (Minnesota)
Wright és una població dels Estats Units a l'estat de Minnesota. Segons el cens del 2000 tenia 93 habitants.

## Demografia
Segons el cens del 2000, Wright tenia 93 habitants, 42 habitatges, i 21 famílies. La densitat de població era de 23,2 habitants per km².
Dels 42 habitatges en un 23,8% hi vivien nens de menys de 18 anys, en un 38,1% hi vivien parelles casades, en un 7,1% dones solteres, i en un 50% no eren unitats familiars. En el 42,9% dels habitatges hi vivien persones soles el 28,6% de les quals corresponia a persones de 65 anys o més que vivien soles. El nombre mitjà de persones vivint en cada habitatge era de 2,21 i el nombre mitjà de persones que vivien en cada família era de 3,1.
Per edats la població es repartia de la següent manera: un 22,6% tenia menys de 18 anys, un 7,5% entre 18 i 24, un 24,7% entre 25 i 44, un 19,4% de 45 a 60 i un 25,8% 65 anys o més.
L'edat mediana era de 40 anys. Per cada 100 dones de 18 o més anys hi havia 89,5 homes.
La renda mediana per habitatge era de 39.375 $ i la renda mediana per família de 42.188 $. Els homes tenien una renda mediana de 26.250 $ mentre que les dones 18.750 $. La renda per capita de la població era de 14.715 $. Cap de les famílies i el 3,6% de la població estaven per davall del llindar de pobresa.

## Poblacions properes
El següent diagrama mostra les poblacions més properes.